# Петер Кеніг
Петер Кеніг (словац. Peter König; нар. 13 серпня 1988, м. Нітра, ЧССР) — словацький хокеїст, захисник. Виступає за ХК «Нітра» у Словацькій Екстралізі.
Вихованець хокейної школи ХК «Нітра». Виступав за ХК «Нітра», ХК «Топольчани», ХК «Нове Замки», СХК «37 П'єштяни», ХК «Трнава», «Беркут» (Київ).
У чемпіонатах Словаччини — 156 матчі (10+12), у плей-оф — 14 матчів (0+1).
Досягнення
- Бронзовий призер чемпіонату України (2012).